# Ceraia santosi
Ceraia santosi är en insektsart som beskrevs av Emsley och Nickle 1969. Ceraia santosi ingår i släktet Ceraia och familjen vårtbitare. Inga underarter finns listade i Catalogue of Life.